# Schellingwoude
Schellingwoude es un pueblo rural de la región de Landelijk Noord en Holanda, perteneciente al distrito de Amsterdam-Noord, Ámsterdam, en la provincia de Holanda Septentrional. Hasta 1857 el pueblo fue un municipio independiente, ese año se integró en la ciudad de Ransdorp, que a su vez pasó a formar parte del municipio de Ámsterdam el 1 de enero de 1921.

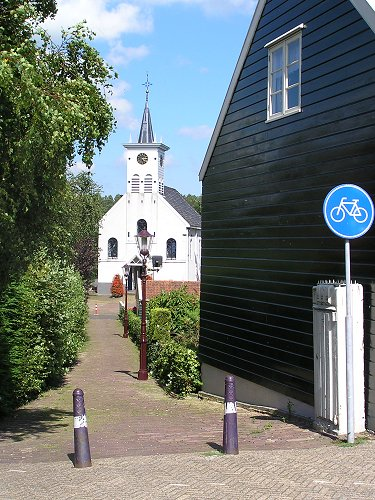
Iglesia Schellingwoude.

El pueblo se encuentra en la Noordermarkt IJdijk entre Nieuwendam y Durgerdam. Se compone de varias decenas de casas y otros edificios, incluida una iglesia. Algunas casas son de madera. La mayoría de las casas se encuentran a lo largo del dique del IJ. Este dique corre paralelo a la calle. La iglesia se encuentra en un montículo detrás de la presa y data de 1866, siendo originalmente utilizada por la Iglesia Reformada Holandesa. Las excavaciones realizadas en el lugar han demostrado que desde el siglo XIV ha habido allí una iglesia.
El nombre del pueblo proviene de un bosque que separaba Waterland del Zuider Zee. Schenardi Ling es una vieja palabra holandesa que significa divorcio. Otra fuente indica que el nombre tiene que ver con una historia sobre el hallazgo de monedas en el bosque, ya desaparecido, se cree que en la llamada inundación de Santa Isabel en 1421.
Schellingwoude tiene un puerto deportivo en el Buiten-IJ. En 1990 se construyó la circunvalación A10-Este que pasa por las inmediaciones de la aldea.